# 马里亚玛·亚曼卡
马里亚玛·亚曼卡（德語：Mariama Jamanka，1990年8月23日—），德国女子雪车运动员。她曾代表德国参加2018年和2022年冬季奥林匹克运动会雪车比赛，获得一枚金牌和一枚银牌。